# 覺羅彥德
覺羅彥德（穆麟德轉寫：Gioro Yande；1718年1月23日—1780年6月2日，康熙五十六年十二月二十二日辰時－乾隆四十五年四月三十日寅時），字號不詳，清朝正藍旗覺羅永字輩。清朝政治人物。

## 生平
乾隆十九年（1754年）七月，授筆帖式。
三十年（1765年）五月，升授主事。
三十四年（1769年）二月，授西陵員外郎。六月，調補戶部員外郎。
四十五年（1780年）四月三十日卒，年六十四歲。

## 家庭及關聯
- 七世祖：覺羅塔察篇古（？年－？年），清景祖翼皇帝第五子，追封多羅貝勒。
- 六世祖：覺羅祜爾哈齊（？年－？年），祜爾哈齊第二子，因罪賜自盡。
- 五祖父：覺羅阿世布（1574年－1610年），祜爾哈齊第二子，因罪賜自盡。
- 高祖父：覺羅穆成格（1596年－1646年），阿世布第二子，官護軍參領。
- 曾祖父：覺羅豁特（1617年－1678年），穆成格第一子，授副都統，因罪革職。
- 祖父：覺羅齡綺（1639年－1705年），豁特第一子，授護軍校，因傷告退。

- 父：覺羅德楞額（1690年－1723年），齡綺第十二子，授護軍校，官至二等侍衛。
- 母：瓜爾佳氏，德楞額正室，德爾布之女。

- 彥德排行第二，有一兄一弟：
  - 延恭（1712年－1762年），閑散。
  - 彥貴（1722年－1753年），閑散。

### 妻妾
- 正室：晉氏，保住之女。
- 繼室：瓜爾佳氏，護軍校双喜之女。
- 無側室。

### 子女
有二子。
- 長子：覺羅榮昌（1739年－1740年），早卒。
- 次子：覺羅明倫（1750年－1802年），官兵部筆帖式。